# Microplastics

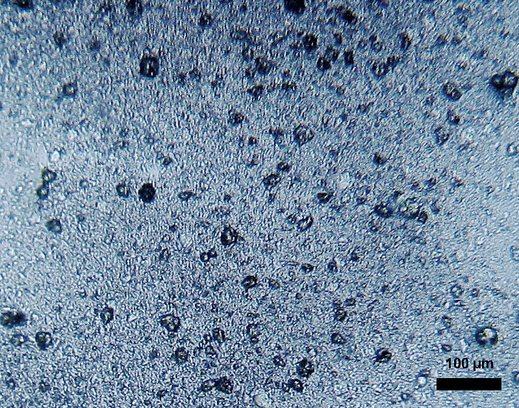
Microscopische opname van microplastics (ong. 30 µm in diameter) in tandpasta

Microplastics zijn kleine deeltjes plastic die in het milieu terechtkomen. De deeltjes kunnen microscopisch klein zijn, of enkele millimeters groot. Met name in zeeën en oceanen kunnen microplastics tot problemen leiden.

## Macro-meso-micro-nanoplastics
Amerikaanse oceanografen van NOAA benoemen sedert 2009 plastics tot 5 millimeter als “microplastics”, maar andere onderzoeken beperken zich tot deeltjes van hooguit 2 millimeter, of noemen alles tussen 1 en 5 millimeter microplastics.
Voor de verdere indeling van kleine plasticdeeltjes worden uiteenlopende definities gehanteerd:
- macroplastics: alle duidelijk zichtbaar en “grijpbaar” plasticafval, dat doorgaans niet meteen in de voedselketen terechtkomt;
- mesoplastics: kleine, nauwelijks “grijpbare” maar wel nog zichtbare plasticdeeltjes, groter dan 5 mm;
- microplastics: deeltjes tussen 1 en 5 mm, naargelang de definitie;[4]
- microkorrels (“microbeads”) in schoonheidsmiddelen, bandenslijtsel, of deeltjes, afkomstig uit het wassen van (synthetische) kleren, kleiner dan 1 mm;
- nanoplastics: microplastics en microkorrels kunnen verder afgebroken worden tot nanoplastics, met afmetingen van 1 tot 1000 nm (nanometer), of 0,001 tot 1 µm (micrometer). Aangenomen wordt dat de kleinste van deze deeltjes zelfs de celwanden kunnen doordringen.[5]

## Herkomst
De deeltjes zijn afkomstig van slijtage van synthetische kleding tijdens wasbeurten maar worden ook toegevoegd aan peelings, tandpasta en cosmetica. Een deel van de in het milieu aanwezige microplastics zijn afkomstig van slijtage, met name van autobanden en het uiteenvallen van grotere stukken plasticafval door middel van golfslag en fotochemische processen.

### Etikettering
Producten die microplastics bevatten beschrijven die op het etiket als polyethyleen (PE), polypropyleen (PP) of polyethyleentereftalaat (PET).

## Verspreiding

Microplastics aan het oceaanoppervlak

Microplastics komen voor in de lucht, in water, en op het land. Via deze weg kunnen zij in verschillende soorten voedsel terechtkomen. Bij diverse tests van voedingsmiddelen is vast komen te staan dat de verspreiding van de microdeeltjes voorkomt in honing, vis en bier. Ook worden microplastics aangetroffen in thee doordat de kunststoffen theezakjes miljarden stukjes plastic uitscheiden. Bij het afbraakproces veroorzaken de partikels milieuvervuiling.
Het Global Microplastics Initiative onderzoekt de verspreiding van microplastics wereldwijd, op basis van waterstalen die door vrijwilligers zijn verzameld.  

### In de lucht
In mei 2020 gepubliceerd onderzoek toonde aan dat partikeltjes van microplastic zelfs gevonden werden in de zeebries die landinwaarts blaast. Op een strand in de Golf van Biskaje vonden de onderzoekers 19 fragmenten microplastics per m3 droge lucht. Zelfs in de nationale parken in het Westen van de Verenigde Staten werd in 2020 een neerslag van plasticstof vastgesteld, geraamd op meer dan 1.000 ton per jaar. De partikels werden over grote afstanden meegevoerd door de lucht.

## Risico's

### In de natuur
Als vissen de deeltjes inslikken komen de microplastics in de voedselketen terecht.
De microplastics worden ook opgenomen door organismen die water filteren zoals oesters en mosselen. Onderzoek toonde aan dat de blootstelling van oesters aan microscopische bolletjes polystyreen de opname van voedsel wijzigt en de voortplanting verstoort. Hierdoor kregen de oesters minder en kleinere nakomelingen.
Planten kunnen microplastics zelfs via de wortels opnemen, zo bleek uit een onderzoek van de zandraket, een eenjarige plant.
Kokerjuffers, de larven van schietmotten, zijn in zoet water levende insecten die kokertjes maken ter bescherming. Vroeger bestonden deze uit steentjes, schelpjes, zand en waterplanten, maar tegenwoordig wordt ook microplastic als bouwmateriaal gebruikt. In de Eyserbeek in Simpelveld (Limburg) zat in meer dan de helft van de kokers artificieel materiaal. 
Recent werden in de collectie van Naturalis Biodiversity Center kokerjuffer-kokers herontdekt, verzameld in 1971 en 1986, die toen al microplastic hadden verzameld. Dit decennia voordat in 2004 pas de term 'microplastic' werd bedacht, en waarna het onderzoek ernaar in zoet water nog moest beginnen. De kokers werden destijds verzameld zonder kennis van de toen reeds aanwezige vervuiling. Deze historische specimens bieden de unieke mogelijkheid om met terugwerkende kracht onderzoek te doen naar de aanwezigheid en impact van microplastics in het verleden. 

### Menselijk lichaam
Volgens sommige studies komen mensen in contact met meer dan 100.000 microplastics deeltjes per jaar via de darmen en longen. Dit zegt echter zeer weinig over de hoeveelheid plastic die door de darmwand of de longbarrières heen wordt opgenomen in het lichaam. Deze darmwand houdt grote moleculen, bacteriën en andere micro-objecten tegen. Dit geldt ook voor bijna alle dieren in de voedselketen. Volgens een studie die de Wereldgezondheidsorganisatie in 2019 uitvoerde, vormen de microplastics die voorkomen in drinkwater vanwege de lage concentraties momenteel nog geen bedreiging voor de menselijke gezondheid.
Uit recent onderzoek (september 2019) naar de effecten van microplastics op het menselijk lichaam zijn voorlopige resultaten gepubliceerd. Het blijkt uit laboratoriumtests van de Rijksuniversiteit Groningen dat o.a. menselijk longweefsel niet of nauwelijks groeit in de aanwezigheid van nylon microplastics. Ook kunnen menselijke immuuncellen niet tegen bepaalde microplastics, is naar voren gekomen uit laboratoriumonderzoek van het UMC Utrecht.
In 2022 werd voor het eerst vastgesteld dat zich microscopisch kleine plasticdeeltjes in het bloed van mensen bevinden. Zelfs in de hersenen van overleden personen werden microplastics waargenomen, volgens onderzoekers van de Universiteit van New Mexico, en zelfs meer uitgesproken bij dementie-patiënten. Toch bestond er in 2024 geen wetenschappelijke consensus over de schadelijkheid van microplastics voor de menselijke gezondheid: "Er zijn veel studies naar, maar de ene studie zegt 'ja, microplastics zijn schadelijk' en de andere studie zegt van niet."

### Virusdrager
Onderzoek uit 2022 van de Universiteit van Queensland wees uit dat microplastics een biologisch risico van virusoverdracht vormen: "virussen kunnen “meeliften” op microplastics en zo hun besmettelijkheid verlengen, wat het risico verhoogt op virusoverdracht via waterwegen en het milieu."

## Onderzoek
In 2024 publiceerde Science een overzicht van 20 jaar internationaal onderzoek, met een evaluatie van de huidige situatie en de toekomstperspectieven.

## Oplossingen
Tot de gesuggereerde oplossingen behoren preventie, biodegradatie, recycling, verbranding en (internationale) regulering.  

## Regulering

### Internationaal
Door het toenemende bewustzijn van de schadelijke effecten van microplastics op het milieu gaan meer en meer stemmen op voor het verbieden van microplastics. Binnen de Verenigde Naties zijn verschillende organisaties begaan met het mariene milieu, onder meer UNESCO (IOC) en het VN-Milieuprogramma, met wetenschappelijk advies van deskundigen. De algemene vergadering van het VN-Milieuprogramma riep in maart 2022 in een resolutie op tot onderhandelingen over een wereldwijd verdrag om plasticvervuiling tegen te gaan.

### Europese Unie
- De Europese Unie werkt al sedert de eeuwwisseling aan de REACH-regeling, die meermaals werd aangepast en verduidelijkt. Op basis hiervan werd, vanaf 15 oktober 2023, een reeks microplastics in de EU verboden.[4]
- De Richtlijn van 21 mei 1991 inzake de behandeling van stedelijk afvalwater,[41] is bedoeld om het milieu te beschermen tegen de lozing van industrieel en stedelijk afvalwater.
- De EU Drinkwaterrichtlijn[42] voorziet regelmatige controles van drinkwater op microplastics.

### Andere landen
- Japan: in 2018 nam het Japanse Hogerhuis een wetsvoorstel aan dat specifiek gericht is op het verminderen van de productie van microplastics, met name in de persoonlijke verzorgingsindustrie met producten zoals gezichtsspoeling en tandpasta.[43]
- Verenigd Koninkrijk: de Environmental Protection (Microbeads) (England) Regulations 2017 verbieden de productie van alle afspoelbare producten voor persoonlijke verzorging (zoals scrubs) die microkorrels bevatten.
- Verenigde Staten: sommige staten ondernamen wetgevende actie: Illinois was de eerste die cosmetica met microplastics verbood. Op nationaal niveau verbood de Microbead-Free Waters Act 2015 vanaf 2018 "afspoelbare" cosmetische producten die een exfoliërende functie hebben, zoals tandpasta of gezichtsspoeling.